# Twoje kwietniowe kłamstwo
Twoje kwietniowe kłamstwo (jap. 四月は君の嘘 Shigatsu wa kimi no uso) – shōnen-manga napisana i zilustrowana przez Naoshi Arakawę. Kolejne rozdziały ukazywały się w „Gekkan Shōnen Magazine” wydawnictwa Kōdansha w latach 2011–2015. 
Na podstawie mangi powstała adaptacja w formie anime, wyprodukowana przez studio A-1 Pictures, a także film aktorski i przedstawienie teatralne.
W Polsce manga została wydana nakładem wydawnictwa Studio JG, natomiast anime było dostępne w serwisie Netflix pod angielskim tytułem Your lie in April.

## Fabuła
Kousei Arima to czternastoletni pianista z niezwykłym talentem. Po śmierci matki porzuca fortepian i staje się zamkniętym w sobie nastolatkiem. Czy pojawienie się na jego drodze skrzypaczki Kaori Miyazono zmieni jego życie? Jaki sekret ukrywa dziewczyna?

## Bohaterowie
- Kōsei Arima (jap. 有馬 公生 Arima Kōsei)

Seiyū: Natsuki Hanae 
- Kaori Miyazono (jap. 宮園 かをり Miyazono Kawori)

Seiyū: Risa Taneda 
- Tsubaki Sawabe (jap. 澤部 椿 Sawabe Tsubaki)

Seiyū: Ayane Sakura 
- Ryōta Watari (jap. 渡 亮太 Watari Ryōta)

Seiyū: Ryōta Ōsaka 
- Takeshi Aiza (jap. 相座 武士 Aiza Takeshi)

Seiyū: Yūki Kaji 
- Emi Igawa (jap. 井川 絵見 Igawa Emi)

Seiyū: Saori Hayami 
- Nagi Aiza (jap. 相座 凪 Aiza Nagi)

Seiyū: Ai Kayano 

## Manga
Manga została napisana i zilustrowana przez Naoshi Arakawę. Pierwszy rozdział ukazał się w magazynie „Gekkan Shōnen Magazine” wydawnictwa Kōdansha 6 kwietnia 2011 roku. Ostatni rozdział mangi ukazał się w tym magazynie 6 lutego 2015 roku.
Ostatni tomik mangi został wydany w dwóch edycjach, zwykłej i specjalnej. Edycja specjalna zawierała dodatek – odcinek OVA.
| Nr | Język japoński       | Język japoński         | Język polski      | Język polski           |
| Nr | Data wydania         | ISBN                   | Data wydania      | ISBN                   |
| --- | -------------------- | ---------------------- | ----------------- | ---------------------- |
| 1 | 16 września 2011     | ISBN 978-4-06-371301-5 | 11 marca 2019     | ISBN 978-83-8001-413-8 |
| Lista rozdziałów - 01. Monotonia (jap. モノトーン Monotōn) - 02. Miłość skrzypaczki (jap. ヴァイオリニストの愛 Vaiorinisuto no ai) - 03. Czarny kot (jap. 黒猫 Kuroneko) - 04. Koloryt (jap. カラフル Karafuru)                                        |                      |                        |                   |                        |
| 2 | 17 stycznia 2012     | ISBN 978-4-06-371317-6 | 15 maja 2019      | ISBN 978-83-8001-441-1 |
| Lista rozdziałów - 05. Mroczny ocean (jap. 暗い海 Kurai umi) - 06. Twoja postać (jap. 後ろ姿 Ushirosugata) - 07. Pochmurne niebo (jap. 曇天模様 Donten moyō) - 08. Tafla wody (jap. 水面 Minamo)                                                       |                      |                        |                   |                        |
| 3 | 17 maja 2012         | ISBN 978-4-06-371327-5 | 17 lipca 2019     | ISBN 978-83-8001-461-9 |
| Lista rozdziałów - 09. Magnetofon i księżyc (jap. ラジカセと月 Rajikase to tsuki) - 10. Droga do domu (jap. 帰り道 Kaerimichi) - 11. Otuleni cieniem (jap. カゲささやく Kage sasayaku) - 12. Iluzja (jap. 蜃気楼 Shinkirō)                             |                      |                        |                   |                        |
| 4 | 14 września 2012     | ISBN 978-4-06-371345-9 | 23 września 2019  | ISBN 978-83-8001-485-5 |
| Lista rozdziałów - 13. Pośród fal (jap. うねる Uneru) - 14. Czerwony i żółty (jap. 赤と黄色 Aka to kiiro) - 15. Pogłos (jap. 共鳴 Kyōmei) - 16. Posłuchaj, mamo (jap. ねえ、ママきいてよ Nē, mama kiite yo)                                            |                      |                        |                   |                        |
| 5 | 17 stycznia 2013     | ISBN 978-4-06-371359-6 | 21 listopada 2019 | ISBN 978-83-8001-508-1 |
| Lista rozdziałów - 17. Upadek (jap. 墜ちる Ochiru) - 18. Krajobraz, który podziwialiśmy razem (jap. 君といた景色 Kimi toita keshiki) - 19. Droga wzdłuż torów (jap. 線路沿いの道 Senro-zoi no michi) - 20. Pod mostem (jap. 橋の下 Hashi no shita)     |                      |                        |                   |                        |
| 6 | 17 maja 2013         | ISBN 978-4-06-371375-6 | 4 kwietnia 2020   | ISBN 978-83-8001-556-2 |
| Lista rozdziałów - 21. Kandyzowane jabłka (jap. りんご飴 Ringo ame) - 22. Mrugaj, mrugaj, gwiazdko ma (jap. トゥインクルリトルスタ Tuinkuru ritoru sta) - 23. Działanie (jap. つき動かす Tsuki ugokasu) - 24. Promyk światła (jap. 射す光 Sasu hikari) |                      |                        |                   |                        |
| 7 | 17 września 2013     | ISBN 978-4-06-371387-9 | 12 czerwca 2020   | ISBN 978-83-8001-593-7 |
| Lista rozdziałów - 25. Więzi (jap. つながる Tsunagaru) - 26. Złączeni (jap. 連鎖 Rensa) - 27. Nakładające się sylwetki (jap. 車なる輪郭 Kurumanaru rinkaku) - 28. Ślady stóp (jap. 足跡 Ashiato)                                                       |                      |                        |                   |                        |
| 8 | 17 stycznia 2014     | ISBN 978-4-06-371405-0 | 14 sierpnia 2020  | ISBN 978-83-8001-605-7 |
| Lista rozdziałów - 29. Kłamca (jap. うそつき Usotsuki) - 30. Intruz (jap. 闖入者 Chinyūsha) - 31. Ty mi wystarczysz (jap. 君でいいや Kimi de ii ya) - 32. Podobieństwo (jap. 似た者同士 Nitamono dōshi)                                                |                      |                        |                   |                        |
| 9 | 16 maja 2014         | ISBN 978-4-06-371418-0 | 30 listopada 2020 | ISBN 978-83-8001-629-3 |
| Lista rozdziałów - 33. Zmierzch (jap. トワイライト Towairaito) - 34. Patrząc w otchłań (jap. 深淵をのぞく者 Shin’en o nozoku mono) - 35. Złączone serca (jap. 心重ねる Kokoro kasaneru) - 36. Uderzenie (jap. パンチ Panchi)                           |                      |                        |                   |                        |
| 10 | 17 października 2014 | ISBN 978-4-06-371435-7 | 28 lutego 2021    | ISBN 978-83-8001-670-5 |
| Lista rozdziałów - 37. Obietnica (jap. 約束 Yakusoku) - 38. Żegnaj, mój bohaterze (jap. さよならヒーロー Sayonara hīrō) - 39. Chowając się przed deszczem (jap. 雨やどり Amayadori) - 40. Ręka w rękę (jap. 手と手 Te to te)                           |                      |                        |                   |                        |
| 11 | 15 maja 2015         | ISBN 978-4-06-371467-8 | 4 maja 2021       | ISBN 978-83-8001-731-3 |
| Lista rozdziałów - 41. Śnieg (jap. 雪 Yuki) - 42. Zacznijmy od początku (jap. アゲイン Agein) - 43. Ballada (jap. バラード Barādo) - 44. Powiew wiosny (jap. 春風 Harukaze)                                                                            |                      |                        |                   |                        |

### Spin-off
Powstał także spin-off mangi, zatytułowany Shigatsu wa kimi no uso: Coda (jap. 四月は君の嘘Ｃｏｄａ). Pięć rozdziałów, skompilowanych w jednym tomie zostało dołączonych do wydania Blu-ray i DVD serii anime.
| Nr | Data wydania (język japoński) | ISBN (język japoński)  |
| -- | ----------------------------- | ---------------------- |
| 1  | 17 sierpnia 2016              | ISBN 978-4-06-392540-1 |

## Anime
Powstawanie adaptacji mangi w formie anime zostało ogłoszone przez Fuji TV w marcu 2014 roku. Seria miała swoją premierę na Fuji TV w paśmie Noitamina 9 października 2014.
Seria została wyprodukowana przez studio A-1 Pictures. Reżyserem serii jest Kyōhei Ishiguro, a za scenariusz odpowiada Takao Yoshioka. Projekty postaci wykonał Yukiko Aikei, który jest również reżyserem animacji. Muzykę skomponował Masaru Yokoyama.
Pierwszą czołówką serii jest „Hikaru Nara” (jap. 光るなら) wykonywana przez Goose house, natomiast pierwszym endingiem jest „Kirameki” (jap. キラメキ) śpiewana przez wacci. Drugą czołówką jest utwór „Nanairo Symphony” (jap. 七色シンフォニー Nanairo Shinfonī) wykonywana przez zespół Coalamode, natomiast drugi ending, zatytułowany „Orange” (jap. オレンジ Orenji), wykonuje zespół 7!! (Seven Oops). 
W Polsce seria była dostępna za pośrednictwem serwisu Netflix pod angielskim tytułem Your lie in April.

### Lista odcinków
| N/o | Tytuł odcinka                                                       | Reżyser                                   | Premiera             |
| --- | ------------------------------------------------------------------- | ----------------------------------------- | -------------------- |
| 1   | Monotonny/Kolorowy Monotōn/Karafuru (モノトーン / カラフル)         | Kyōhei Ishiguro                           | 9 października 2014  |
| 2   | Przyjaciel A Yūjin A (友人A)                                        | Takahiro Harada                           | 16 października 2014 |
| 3   | Wewnątrz wiosny Haru no naka (春の中)                               | Kazuya Iwata                              | 23 października 2014 |
| 4   | Podróż Tabidachi (旅立ち)                                           | Ayako Kawano Kazuya Iwata Kyōhei Ishiguro | 30 października 2014 |
| 5   | Zachmurzone niebo Donten Moyō (どんてんもよう)                      | Masashi Ishihama Takashi Kojima           | 6 listopada 2014     |
| 6   | W drodze do domu Kaerimichi (帰り道)                                | Yoshihide Ibata                           | 13 listopada 2014    |
| 7   | Szepty z cieni Kage Sasayaku (カゲささやく)                         | Takahiro Majima                           | 20 listopada 2014    |
| 8   | Niech wybrzmi Hibike (響け)                                         | Hidetoshi Takahashi                       | 27 listopada 2014    |
| 9   | Rezonans Kyōmei (共鳴)                                              | Miyuki Kuroki                             | 4 grudnia 2014       |
| 10  | Sceneria, którą z tobą dzieliłem Kimi to ita keshiki (君といた景色) | Takahiro Harada                           | 11 grudnia 2014      |
| 11  | Światło życia Inochi no akari (命の灯)                              | Kyōhei Ishiguro Takahiro Kawakoshi        | 18 grudnia 2014      |
| 12  | Gwiazdko na niebie Twinkuru Ritorusutā (トゥインクル リトルスター)  | Toshinori Fukushima                       | 8 stycznia 2015      |
| 13  | Smutek miłości Ai no kanashimi (愛の悲しみ)                         | Ayako Kurata                              | 15 stycznia 2015     |
| 14  | Ślady Ashiato (足跡)                                                | Tomotaka Shibayama                        | 22 stycznia 2015     |
| 15  | Kłamca Usotsuki (うそつき)                                          | Takeshi Yajima                            | 29 stycznia 2015     |
| 16  | Dwie krople wody Nitamo no dōshi (似たもの同士)                     | Miyuki Kuroki                             | 5 lutego 2015        |
| 17  | Zmierzch Towairaito (トワイライト)                                  | Ayako Kawano                              | 12 lutego 2015       |
| 18  | Serca się jednoczą Kokoro kasaneru (心重ねる)                       | Toshimasa Ishii                           | 19 lutego 2015       |
| 19  | Żegnaj, bohaterze Sayonara hīrō (さよならヒーロー)                  | Kosaya                                    | 26 lutego 2015       |
| 20  | Ręka w rękę Te to te (手と手)                                       | Takeshi Yajima                            | 5 marca 2015         |
| 21  | Śnieg Yuki (雪)                                                     | Ayako Kurata Tomotaka Shibayama           | 12 marca 2015        |
| 22  | Wiosenny wiatr Harukaze (春風)                                      | Kyōhei Ishiguro Miyuki Kuroki             | 19 marca 2015        |
| OVA | Moments                                                             | Kazuya Iwata                              | 15 maja 2015         |

## Powieść
Manga została zaadaptowana na powieść, której autorem jest Yui Tokiumi. Wydawnictwo Kōdansha wydało ją pod tytułem Shigatsu wa kimi no uso: Rokunin no echūdo (jap. 四月は君の嘘　６人のエチュード) 17 listopada 2014 roku.

## Przedstawienie teatralne
W majowym numerze czasopisma „Gekkan Shōnen Magazine” ogłoszono, że powstanie adaptacja mangi w formie przedstawienia teatralnego z wykorzystaniem gry na instrumentach na żywo. Przedstawienia odbyły się w AiiA 2.5 Theater Tokyo od 24 sierpnia 2017 do 3 września 2017 oraz w Umeda Arts Theater w Osace w dniach 7-10 września 2017. Reżyserem przedstawienia został Naohiro Ise, natomiast scenariusz napisała Kaori Miura.
Obsadę przedstawień stanowili:
- Shintarō Anzai jako Kōsei Arima[59]
- Arisa Matsunaga jako Kaori Miyazono[59]
- Misato Kawauchi jako Tsubaki Sawabe[60]
- Masanari Wada jako Ryōta Watari[60]
- Haruka Yamashita jako Emi Igawa[60]
- Shōjirō Yokoi jako Takeshi Aiza[60]
- Takako Nakamura jako Yuriko Ochiai[60]
- Shun Mikami jako Akira Takayanagi[60]
- Haruka Igarashi jako Nao Kashiwagi[60]
- Kuniko Kodama jako Hiroko Seto[60]
- Ryōko Tanaka jako Saki Arima[60]

## Nagrody i nominacje
| Rok  | Ceremonia                  | Kategoria    | Nominacja | Rezultat  | Źródło        |
| ---- | -------------------------- | ------------ | --------- | --------- | ------------- |
| 2012 | 5. Manga Taishō            | manga        | manga     | Nominacja | [ 61 ]        |
| 2013 | 37. Nagroda Kōdansha Manga | Shōnen-manga | manga     | Nagroda   | [ 62 ]        |
| 2016 | Sugoi Japan Awards         | anime        | anime     | Nagroda   | [ 63 ] [ 64 ] |

## Film aktorski
24 sierpnia 2015 strona kimiuso-movie.jp zarejestrowana została przez Tōhō, sugerując powstawanie filmu. We wrześniu 2015 roku powstawanie filmu zostało oficjalnie potwierdzone, gdy ogłoszona została obsada filmu live action: Kento Yamazaki został obsadzony w roli Kōsei Arimy, natomiast Suzu Hirose obsadzona została w roli Kaori Miyazono, Anna Ishii wystąpi jako Tsubaki Sawabe, a Taishi Nakagawa jako Ryōta Watari. Film wyreżyserował Takehiko Shinjō, a za scenariusz odpowiada Yukari Tatsui. Premiera filmu została zaplanowana na wrzesień 2016. Film miał swoją premierę 10 września 2016 roku w Japonii. 
W pierwszym tygodniu film zarobił 245 milionów jenów (około 2,4 miliona dolarów) i był trzecim najchętniej oglądanym filmem tego tygodnia.